# Olivia Karlsson
Olivia Karlsson är en svensk tullinspektör och TV-profil.

## Biografi
Olivia Karlsson är till yrket tullinspektör och arbetar på Arlanda. Hon har haft en framträdande roll under de säsonger som TV-programmet Gränsbevakarna Sverige gått. Hon medverkade, som trogen, i första säsongen av Förrädarna där hon tog sig till finalen men förlorade mot förrädaren Katia Mosally. Hon kommer även medverka i den kommande VIP-säsongen av Elitstyrkans hemligheter på TV4.